# سانسور در افغانستان
سانسور در افغانستان کتابی از شاعر و روزنامه‌نگار هزاره کامران میرهزار است. این کتاب به دری نوشته شده‌است و اولین کتابی است که به بررسی سرکوب سیستماتیک آزادی بیان در افغانستان می‌پردازد که از صدها سال پیش ویژگی مقامات حاکم آن کشور بوده‌است. ناشر نروژی، آی‌پی پلانز این کتاب را منتشر کرده‌است.